# Beker van Nederland (handbal) 1978/79
De Beker van Nederland (NHV Beker) is het landelijke bekertoernooi van het Nederlands Handbal Verbond, en in 1978/79 werd dat voor de eerste keer gespeeld, zowel bij de vrouwen als bij de mannen.
In de vrouwenfinale versloeg Van der Voort Quintus de tegenstander Vlugheid en Kracht. In de mannenfinale versloeg Sittardia  het team van Dumphouse/Blauw-Wit.

## Achtste finale
| Pl./Foreholte | 12 - 07 | Iason |

| Mora Swift Roermond | 10 - 12 | Idem/Hellas |

| S.V.B.O. | 06 - 07 | Loreal |

| Van der Voort Quintus | 10 - 07 | HMS |

| ESCA | 07 - 10 | Quick '20 |

| Gewa/Ancora | 09 - 13 | Vlugheid en Kracht |

| AMC/Niloc | 15 - 06 | Zonnebloem |

| Entius/SEW | 11 - 06 | EMM |

| Dumphouse/Blauw-Wit | 16 - 08 | Sparta '75 |

| Sittardia | 29 - 21 | Stratum Meteoor |

| Sport Vereent/Verbr. | 07 - 16 | Duyvestein/Hermes |

| Swift Arnhem | 18 - 21 | AHC '31 |

| Vlug en Lenig | 26 - 12 | BHC |

| Fortuna B | 14 - 22 | De Gazellen |

| Gewa/Ancora | 18 - 17 | Olympia Hengelo |

| E en O | 20 - 13 | Van der Voort Quintus |

## Kwartfinale
| Entius/SEW | 07 - 06 | Pl./Foreholte |

| Vlugheid en Kracht | 09 - 07 | AMC/Niloc |

| Idem/Hellas | 11 - 10 | Loreal |

| Quick '20 | 09 - 10 | Van der Voort Quintus |

| Gewa/Ancora | 10 - 18 | Duyvestein/Hermes |

| E en O | 15 - 16 | AHC '31 |

| Dumphouse/Blauw-Wit | 26 - 14 | De Gazellen |

| Vlug en Lenig | 14 - 16 | Sittardia |

## Halve finale
| Idem/Hellas | 12 - 13 | Van der Voort Quintus |

| Vlugheid en Kracht | 08 - 70 | Entius/SEW |

| Sittardia | 19 - 17 | Duyvestein/Hermes |

| AHC '31 | 11 - 14 | Dumphouse/Blauw-Wit |

## Finale
| Vlugheid en Kracht | 05 - 70 | Van der Voort Quintus |

| Dumphouse/Blauw-Wit | 15 - 16 | Sittardia |

1978/79 · 1979/80 · 1980/81 · 1981/82 · 1982/83 · 1983/84 · 1984/85 · 1985/86 · 1986/87 · 1987/88 · 1988/89 · 1989/90 · 1990/91 · 1991/92 · 1992/93 · 1993/94 · 1994/95 · 1995/96 · 1996/97 · 1997/98 · 1998/99 · 1999/00 · 2000/01 · 2001/02 · 2002/03 · 2003/04 · 2005/06 · 2006/07 · 2007/08 · 2008/09 · 2009/10 · 2010/11 · 2011/12 · 2012/13 · 2013/14 · 2014/15 · 2015/16 · 2016/17 · 2017/18 · 2018/19 · 2019/20 · 2020/21 · 2021/22